# کاروانسرای مخک
کاروانسرای مخک با زیربنای ۱۶۰۰ مترمربع در ۳۰ کیلومتری جاده جهرم ـ شیراز، عبارت است از دو کاروانسرا که با فاصله کمی از هم قرار دارند جهت استراحت کاروان‌ها مورد استفاده قرار می‌گرفته‌اند. قدمت کاروانسرای اول به دوران صفویه و کاروانسرای دوم به دوران قاجاریه بر می‌گردد. کاروانسراهای مخک در ۳۰ کیلومتری جاده جهرم به شیراز واقع شده و دارای امکانات زیادی از قبیل چاه آب، استراحتگاه اسب، شتر و قاطر بوده‌است؛ که جهت افزایش تبادلات تجاری احداث شده.
این دو کاروانسرا در مورخه ۱۰ دی ۱۳۸۱ با شماره‌های ۶۷۸۴ و ۶۷۸۲ به ثبت آثار ملی ایران رسیده‌است.